# بوحسان (مقريصات)
بوحسان هي إحدى مشيخات المملكة المغربية، تتبع جغرافيا لإقليم وزان وإداريًا لمقريصات. يقدر عدد سكانها بـ 2144 نسمة حسب الإحصاء الرسمي للسكان والسكنى لسنة 2004.